# Reyer Zwart
Reyer Zwart (Oss, 1971) is een Nederlandse multi-instrumentalist, componist, arrangeur en producer. Zijn hoofdinstrument is de basgitaar.

## Opleiding
Zwart doorliep de middelbare school op het Titus Brandsma Lyceum in Oss, waar hij in het bandje ZAP speelde. Tevens speelde hij viool en piano.
Zijn muzikale vervolgopleiding kreeg hij op het conservatorium van Utrecht, waar hij afstudeerde als uitvoerend musicus, bassist, bij Theo de Jong. Hij specialiseerde zich zowel in de contrabas als in de elektrische basgitaar.

## Muzikale carrière
Na enige jaren in het feesten- en partijencircuit gespeeld te hebben, begon zijn serieuze muzikale carrière in 2001 toen hij begeleider werd van Alex Roeka en tegelijkertijd van Philippe Elan. Enige jaren later werd hij ook bassist bij de Utrechtse band Solo. Dit leidde tot verzoeken om te komen werken bij het label Excelsior Recordings. Hier leverde Zwart arrangementen en speelde hij mee als sessiemuzikant op platen van onder andere Tim Knol, Stevy Ann, Do-The-undo, Douwe Bob, The Kik en Lenny Kuhr.
Hij was enige jaren verantwoordelijk voor de muziek van de voorstellingen van Claudia de Brey.
Hij is de vaste begeleider van Freek de Jonge, Philippe Elan en Alex Roeka en reserve-bassist bij Guus Meeuwis. Hij toert regelmatig met Daniël Lohues en Philip Kroonenburg. Met Strange Brew speelt hij mee in de programma's van Leo Blokhuis, waarin telkens één (muzikaal) jaar centraal staat.
Voor Danny Vera maakt Zwart de arrangementen. 
- International Standard Name Identifier: 0000 0004 8382 7205
- MusicBrainz: 52ef196b-b383-4995-9ab3-d0f5a87cd577
- Nederlandse Thesaurus van Auteursnamen: 433942819
- Virtual International Authority File: 29163023836189362959